# Apodia bifractella
Apodia bifractella — вид лускокрилих комах з родини виїмчастокрилі молі (Gelechiidae).

## Поширення
Вид поширений в Європі, Північній Африці, Туреччині та на Кавказі.

## Опис
Розмах крил 9-12 мм.

## Спосіб життя
Імаго літає у липні-серпні. Личинки живляться на айстрових рослинах з роду Pulicaria та Pentanema, зокрема, блощниці протипроносній, Pentanema squarrosum та солончаковій айстрі звичайній. Вони живляться всередині насіння рослини-господаря. Личинки можна знайти з жовтня по квітень. Вони мають форму личинки двокрилих і напівпрозорі брудно-білі з брудно-білою головою. Вид зимує в стадії личинки. Заляльковування відбувається всередині насіння.